# 貓眼蛙屬
貓眼蛙屬（英語：Lepidobatrachus），俗稱小丑蛙，為角花蟾科底下的一屬。

## 下属物种
本属包括以下物种：
- 巴拉圭角蛙 Lepidobatrachus asper Budgett, 1899
- Lepidobatrachus dibumartinez Turazzini & Gómez, 2022[3]
- 圓眼珍珠蛙 Lepidobatrachus laevis Budgett, 1899
- 貓眼珍珠蛙 Lepidobatrachus llanensis Reig & Cei, 1963

## 地理分布
貓眼蛙屬分布於南美洲，包括巴拉圭、阿根廷、巴西及玻利維亞。

## 描述
貓眼蛙屬的物種多半擁有橄欖綠的體色，上面偶爾會有黃色或淺綠色的斑點。身體寬扁，眼睛位於頭部上方。四肢粗短，不擅長游泳。口中和其他角花蟾科的物種一樣有尖銳突起，功能與牙齒類似。

## 分類
貓眼蛙屬原屬於細趾蟾科底下的角花蟾亞科，然而現在已改分類至角花蟾科之下。